# 熱帶美洲
熱帶美洲，即美洲大陸及其鄰近大、小島嶼處於熱帶的地區及海域。赤道於南美洲的厄瓜多爾橫過，然後橫越安第斯山脈，穿過位於大西洋的西印度群島。受到來自大西洋的暖流影響，南美洲的東部和北部地區呈熱帶氣候，有熱帶草原和熱帶雨林。安第斯山脉北部的厄瓜多尔、哥伦比亚、委内瑞拉和秘鲁北部，有部分地域都呈熱帶氣候。夾在太平洋與大西洋之間的中美洲及加勒比海，除了是渡假天堂，周邊海域更長滿了珊瑚礁，有極豐富的生物在其中棲息。然而受到環境變化影響，這佔了全世界所有珊瑚礁接近一成的海洋寶庫正處於高危。

## 參看
- 南美洲地理